# Universal design
Universal design er et designprincip hvormed man ønsker at undgå at opdele mennesker i grupper med og uden funktionsnedsættelse.
Idéen er i stedet at tage afsæt i, det grundvilkår, at mennesker er forskellige, og ved at omfavne diversiteten skabe løsninger, der tilgodeser alles behov.
Universal design blev oprindeligt defineret af Ron Mace, en amerikansk arkitekt og kørestolsbruger. Hans definition lyder:
| Dansk | Engelsk (Original) |
| --- | --- |
| "Universelt design er design af produkter og miljøer, der i videst muligt omfang kan bruges af alle mennesker uden behov for tilpasning eller specialiseret design" | “Universal design is the design of products and environments to be usable by all people, to the greatest extent possible, without the need for adaptation or specialized design” |

## De 7 principper for universal design
Mace udviklede Universelt design's 7 Principper (The 7 Principles of Universal Design) 
| Dansk | Engelsk (original) |
| --- | --- |
| Princip 1: Ligeværdig brug. Princip 2: Fleksibilitet i brug. Princip 3: Enkel og intuitiv brug. Princip 4: Opfattelig information. Princip 5: Tolerance for fejl. Princip 6: Lav fysisk indsats. Princip 7: Størrelse og plads til tilgang og brug. | Principle 1: Equitable Use. Principle 2: Flexibility in Use. Principle 3: Simple and Intuitive Use. Principle 4: Perceptible Information. Principle 5: Tolerance for Error. Principle 6: Low Physical Effort. Principle 7: Size and Space for Approach and Use. |

Hvert af de syv principper er ledsaget af 3-5 guidelines.

## De 8 mål for Universal Design
Den amerikanske forsker Edward Steinfeld, som også var med til at formulere de syv designprincipper, har sammen med sin kollega Jordana Maisel arbejdet videre med begrebets brug og fortolkning.
Steinfeld og Maisel har formuleret en ny definition, der lægger vægt på proces og inklusion som målsætning.
| Dansk | Engels (original) |
| --- | --- |
| "Universelt design er en proces, der muliggør og styrker en forskelligartet befolkning ved at forbedre menneskelig ydeevne, sundhed og velvære og social deltagelse" | “Universal design is a process that enables and empowers a diverse population by improving human performance, health and wellness and social participation” |

| Dansk | Engelsk (original)                                                                                            |
| --- | --- |
| Passer til Menneksekroppen Komfort Opmærksomhed Forståelse Velvære Social integration Personalisering Kulturel passende | Body Fit Comfort Awareness Understanding Wellness Social Integration Personalization Cultural Appropriateness |

## Universal design og Tilgængelighed
Begrebet tilgængelighed er også nært beslægtet med universal design. Der er i dansk kontekst dog en grundlæggende forskel på, hvordan man betragter målgruppen, når man benytter de to begreber
De to begreber udelukker ikke hinanden, tværtimod. I en dansk kontekst er brugerne af tilgængelighed primært personer, der lever med et handicap, mens brugerne af universal design er alle mennesker. Hvis vi skal sikre, at alle brugere er inkluderet, og at vi skaber løsninger, der med Maces ord er ’usable by all’, er det netop tanken, at vi ikke kan nøjes med at fokusere på fysiske aspekter af funktionsevne, men i lige så høj grad må inddrage sanselige, kognitive og psykoemotionelle aspekter.
I nogle sammenhænge defineres relationen mellem de to begreber på deres effekt. Man kan f.eks. sige, at universal design er et middel til at øge tilgængelighed, eller omvendt at øget tilgængelighed er første skridt mod universal design. Arbejder man med det ene begreb, styrker man ofte implementeringen af det andet. En af de afgørende forskelle på de to begreber ligger altså i den måde, de forstår brugeren på. Men heller ikke her udelukker de hinanden, tværtimod. I en dansk kontekst er brugerne af tilgængelighed primært personer, der lever med et handicap, mens brugerne af universal design er alle mennesker.

## Andre relaterede begreber
Universal design kaldes også på dansk universel design eller universelt design.
I både intention og i værdimæssigt afsæt er det tæt beslægtet med begreber som “Inclusive Design”, “Universell utforming" og “Design for all”.

## Universal Design og FNs handicap konvention
I 2006 blev universal design skrevet ind i FNs Handicapkonvention, hvilket medførte at det for alvor blev introduceret i en dansk kontekst.
Alle lande, der har tilsluttet sig konventionen, har dermed forpligtet sig til at integrere og udvikle universal design i forskning, undervisning og regelværk. Danmark ratificerede handicapkonventionen i august 2009. Handicapkonventionen benytter Maces oprindelige definition, dog med tilføjelsen af services and Programmer:
| Dansk | Engelsk (Original) |
| --- | --- |
| "I henhold til konventionen anerkender deltagerstaterne betydningen af universelt design, defineret i artikel 2 som 'design af produkter, miljøer, programmer og tjenester, der i videst muligt omfang kan bruges af alle mennesker uden behov for tilpasning eller specialiseret design', ikke ekskluderende 'hjælpemidler til særlige grupper af personer med handicap, hvor dette er nødvendigt'. Konventionen fastsætter også deltagerstaternes forpligtelse til at gennemføre eller fremme forskning i og udvikling af universelt udformede varer, tjenesteydelser, udstyr og faciliteter i overensstemmelse med bestemmelserne i artiklen samt til at fremme universelt design i udviklingen af standarder og retningslinjer". | “Under the Convention, States parties recognize the importance of universal design, defined in article 2 as ‘the design of products, environments, programmes and services to be usable by all people, to the greatest extent possible, without the need for adaptation or specialized design’, not excluding ‘assistive devices for particular groups of persons with disabilities where this is needed’. The Convention also establishes the obligation of States parties to undertake or promote research into and the development of universally designed goods, services, equipment and facilities, in line with the provisions of article, as well as to promote universal design in the development of standards and guidelines”. |

## Relevant litteratur

### Dansk
Kort introduktion til begrebet Universal design, med eksempler fra den en dansk kontekst:
- Ryhl, C. Eiriksson, M., Overby Sørensen, R. (2021 August) Universal Design - introduktion til et designprincip, der udfordrer tanken om at være menneske. [Internet article] https://universaldesignhub.dk/ud-kort-fortalt

### Engelsk
Den oprindelige definition af Universal Design:
- Ostroff, E. (2001) Universal Design: An Evolving Paradigm, In Preiser, W.F.E. and Smith, K.H. (Eds.) Universal Design Handbook pp 1.3-1.11, First edition, 2001, McGraw-Hill

De 7 principper for Universal Design:
- Story M.F (2001) Principles of Universal Design. Universal Design Handbook, Edited by: Preiser, W.F.E & Ostroff, E. New York: McGraw-Hill. Chapter 10, 10.1–10.17

De 8 mål for Universal Design:
- Steinfeld, E. and Maisel, J. (2012) Universal Design, Creating Inclusive Environments, Wiley